# Cristi
Cristi este un prenume masculin românesc care se poate referi la:
- Cristi Borcea
- Cristi Danileț
- Cristi Gram
- Cristi Puiu